# 서림고등학교
서림고등학교는 대한민국 전북특별자치도 부안군 부안읍 봉덕리에 있는 공립 고등학교이다.

## 학교 연혁
- 1983년 1월 10일 : 부안여자상업고등학교 설립 인가 (12학급, 공립 여학교)
- 1983년 3월 1일 : 초대 김주룡 교장 부임
- 1985년 11월 10일 : 15학급 설치 인가(상업 9, 회계 3, 정보처리 3)
- 1986년 2월 11일 : 제1회 졸업식(159명)
- 2018년 3월 2일 : 서림고등학교 교명 변경 및 학과 개편 (공립 여학교)
- 2020년 9월 16일 : 전면 일반고 전환(여자 일반계 고교, 학년당 3개 학급, 총 9학급)
- 2024년 2월 2일 : 제39회 졸업식(졸업생 50명, 졸업생 총수 5,191명)
- 2024년 3월 1일 : 제15대 조성리 교장 부임
- 2024년 3월 4일 : 신입생 입학(여, 59명 입학)

## 참고 자료
- 서림고등학교 - 한국교육학술정보원 학교알리미